# Palazzuolo sul Senio
Palazzuolo sul Senio ist eine Gemeinde mit 1081 Einwohnern (Stand 31. Dezember 2023) in der Metropolitanstadt Florenz in der Region Toskana in Italien.

## Geografie

Lage von Palazzuolo sul Senio in der Metropolitanstadt Florenz

Der Palazzo dei Capitani in Palazzuolo

Die Gemeinde erstreckt sich über etwa 109 km². Sie liegt rund 60 km nördlich der Provinz- und Regionalhauptstadt Florenz im Hochtal des Senio (Alta Valle del Senio) im nördlichen Mugello im Gebiet der Romagna Toscana und grenzt an die Metropolitanstadt Bologna und somit an die Region Emilia-Romagna. Sie ist Mitglied der Comunità montana Mugello.
Zu den Ortsteilen zählen Bibbiana, Campanara, Casetta di Tiara, Mantigno, Misileo, Piedimonte, Quadalto, Salecchio und Visano.
Die Nachbargemeinden sind Borgo San Lorenzo, Brisighella (RA), Casola Valsenio (RA), Castel del Rio (BO), Firenzuola und Marradi.

## Geschichte

Die Chiesa dei Santi Carlo e Antonio in Palazzuolo

Der Ort war früher auch schon unter den Namen Palazzuolo di Romagna, Vicario del Podere Fiorentino, Podere degli Ubertini und Podere dei Pagani bekannt und wird im örtlichen, romagnolischen, Dialekt Palazol genannt. Im frühen Mittelalter ab dem Jahr 1100 gehörte das Gebiet zu der Familie Ubaldini, bevor es im 13. Jahrhundert kurzzeitig von den Pagani übernommen wurde. Nach dem Tod von Maghinardo Pagani 1302 fiel der Ort an die Ubaldini zurück. Nach dem Tod Gioacchino Ubaldinis 1362 gelangte die Gemeinde unter die Herrschaft der Republik von Florenz und verblieb dort auch unter dem Herzogtum Toskana. Der Palazzo di Residenza del Vicario, auch Palazzo dei Capitani genannt, wurde 1373 errichtet. Während der Herrschaftszeit der Medici teilte sich die Gemeinde das Capitanato mit der Gemeinde Marradi; der Capitano residierte jeweils sechs Monate in Marradi und sechs im Palazzo dei Capitani in Palazzuolo. Diese Regierungsform wurde 1772 durch ein Podestat abgelöst, das bis 1837 hielt. Danach wurde der Ort von Leopold II. dem Vikariat von Marradi unterstellt. Im Zweiten Weltkrieg lag der Ort an der Gotenlinie und wurde am 24. September 1944 von der 1. Britischen Infanteriedivision vom Faschismus befreit. Die Comunità Economica Europea verlieh dem Ort 1991 den Titel Villaggio ideale d’Italia.

## Sehenswürdigkeiten

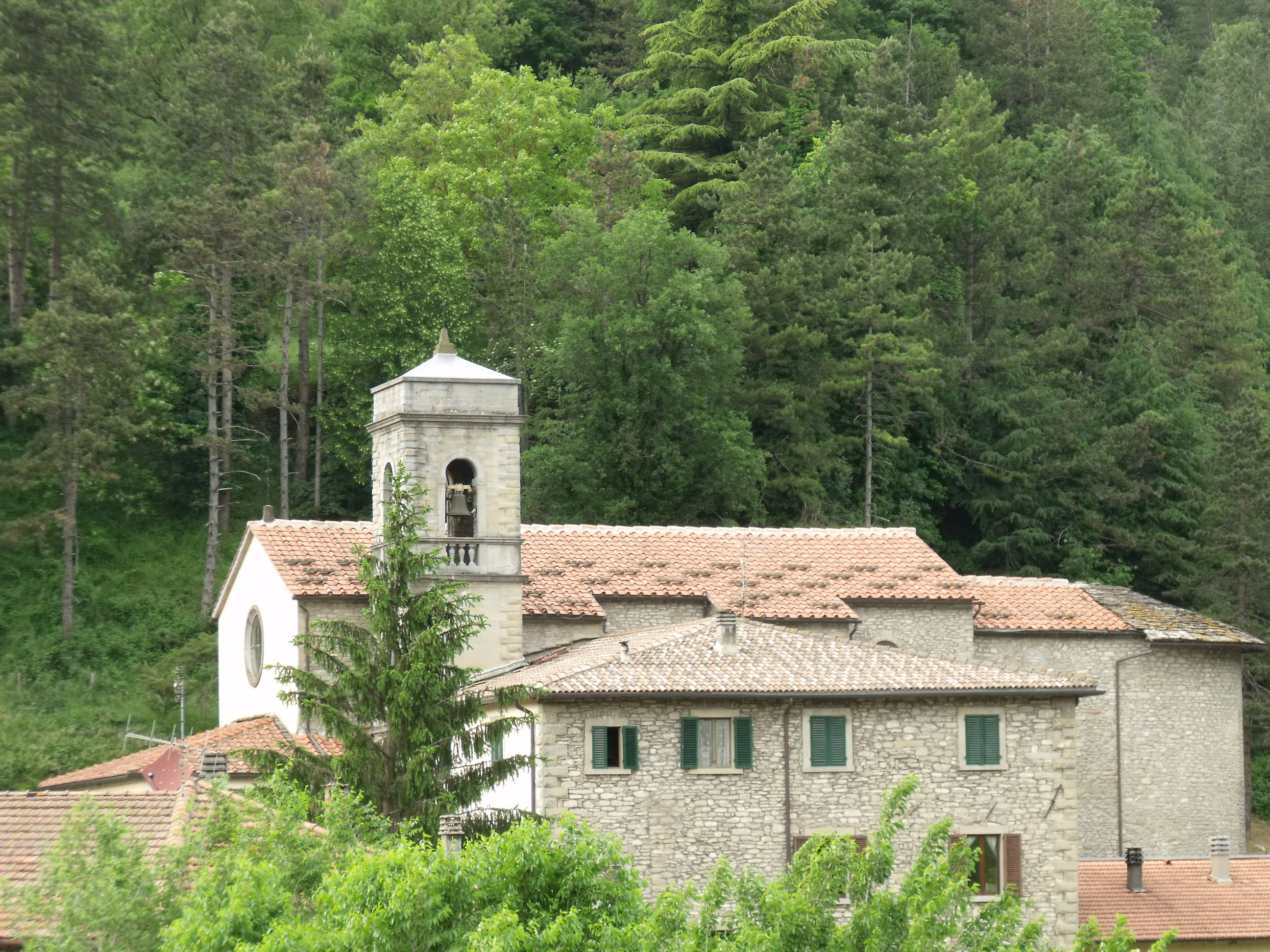
Chiesa di Santo Stefano

Oratorio di Santa Maria della Neve di Quadalto

- Chiesa dei Santi Carlo e Antonio ist eine Kirche aus dem 17. Jahrhundert, die dem Antonius von Padua und Karl Borromäus gewidmet ist.
- Chiesa di Santo Stefano ist antiken Ursprungs (ca. 9. Jahrhundert). Sie wurde im 16. Jahrhundert umgestaltet und im 19. Jahrhundert sowie nach dem Zweiten Weltkrieg erneuert.
- Palazzo dei Capitani, auch Palazzo di Residenza del Vicario genannt, 1373 errichtetes Gebäude mit Uhrturm (Torre dell’Orologio). Hier sollen sich am 10.[3] oder 19.[4] Oktober 1506 Niccolò Machiavelli und Papst Julius II. aufgehalten haben, an die heute eine eingemauerte Gedenktafel erinnert. Eine weitere erinnert an den Condottiere Maghinardo Pagani, der in Dantes Göttlicher Komödie[5] wegen seiner Übeltaten verewigt worden ist. Im Gebäude befinden sich zudem zwei Museen:
  - Museo della Civiltà Contadina e delle Genti di Montagna: Das Museum der Bauernkultur und der Bergbevölkerung befindet sich im Erdgeschoss und im ersten Stock des Palazzo.
  - Museo archeologico dell’Alto Mugello: Das Archäologische Museum ist im zweiten Stock des Palazzo angesiedelt.
- Pieve di San Giovanni Battista a Misileo, Pieve mittelalterlichen Ursprungs, wurde aber 1781 vollständig neu erbaut.
- Santa Maria a Susinana, Abtei, die ursprünglich (um 1080) eine Filiation des Benediktinerklosters der Vallombrosaner war. Auf dem Friedhof der Abtei liegt Maghinardo Pagani begraben.
- Santuario di Santa Maria della Neve di Quadalto. An der Stelle, wo sich eine Säule mit der Bild einer Madonna befand, wurde 1459 eine kleine Kapelle errichtet, die zwischen  1630 und 1639 zu dem heutigen Kirchengebäude erweitert wurde. Aufgrund von Erdbeben wurde sie 1915 und 1931 restauriert.